# バリス式列車検知形閉塞装置
バリス式列車検知形閉塞装置（バリスしきれっしゃけんちがたへいそくそうち）は、列車の位置検知を従来の軌道回路から無線を用いたバリス検知器に変更し、従来の保安設備の欠点を解消するために鉄道総合技術研究所（鉄道総研）が開発した、主に閑散線区への導入を目的にした保安装置である。通常は常用漢字の制約から「バリス式列車検知形閉そく装置」と表記されている。COmputer and Microwave Balise Aided Train control systemの略からCOMBATと称されている。

## 背景
日本の鉄道では様々な閉塞方式が用いられている。多くの場合、軌道回路による列車位置検知を元に動作する閉塞・保安システムとなっている。地方閑散線区においても、軌道回路を元にした自動閉塞は広く用いられているが、駅間の長大な軌道回路の調整・保守に多大な手間がかかりコスト上の問題が大きい。また、レール表面の汚れや錆は列車が走行することにより磨かれ除去されるが、閑散線区ではこれが十分ではなく、軌道短絡不良を起こす原因となっている。
一方で、閑散線区では未だに非自動閉塞も多数残っており、スタフ閉塞やタブレット閉塞などが用いられている。これらは保安度が自動閉塞などに比べて低いため、安全性の向上が求められている。しかし、こうした線区を安価に自動閉塞方式にできる方式であった特殊自動閉塞（電子符号照査式）（いわゆる電子閉塞）は、部品の生産が既に中止されており、新規に導入することは困難な状況である。また、既存の電子閉塞路線も交換部品の調達などに困難を抱え、新たな方式を模索している状況であった。
こうした事情を背景として、JRから鉄道総研に対して軌道回路の欠点を解消し、電子閉塞の代替とできる閉塞システムの開発が依頼され、COMBATの開発が始められた。

## 機能

### 列車位置検知機能

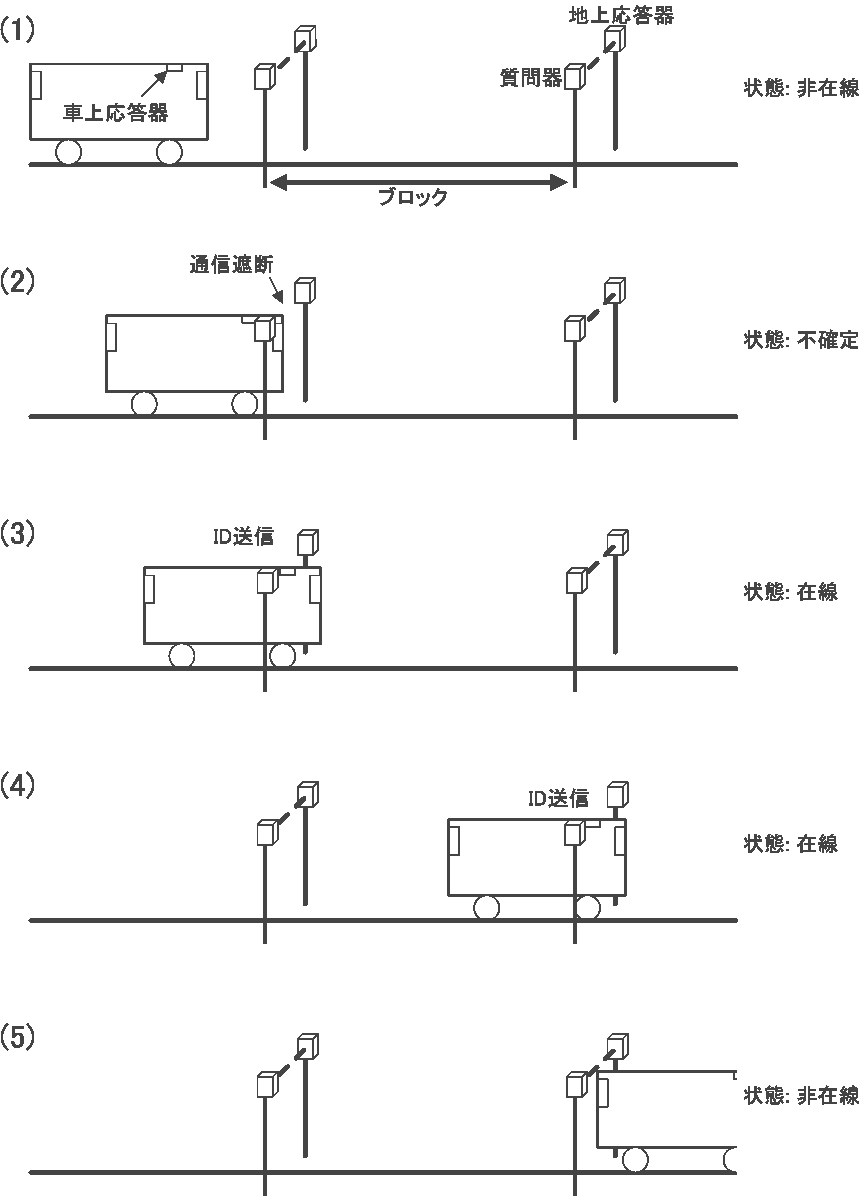
COMBATの位置検知概念

COMBATでは、バリスと呼ばれる検知器の通信によって列車位置を検知する。概念を図に示す。線路脇には質問器と地上応答器を、車上には車上応答器を設置しておく。
図の1に示したように、質問器と地上応答器は線路を挟んで対になって設置されており、その間では常時通信が行われている。また別な場所に設置されている質問器・地上応答器の対と組み合わせられており、この間をブロックと呼ぶ。ここに列車が進入してくると、まず車体によって通信が遮られて、ブロックの在線状態は非確定に変わる（2の状態）。続いて、車上応答器から列車IDが質問器に対して送信されることで、ブロックに進入した列車が確定され、在線状態は在線に変わる（3の状態）。ブロック出口の質問器に対して車上応答器が列車IDを送信し（4の状態）、質問器と地上応答器の間の通信が再開された段階で在線状態は非在線に変わる（5の状態）。
質問器と地上応答器の間では常に通信が行われており、これが中断すると在線状態は非確定に変わるようになっている。このため質問器・地上応答器・車上応答器のどれか1つでも故障すると、図に示したプロセスが正しく行われなくなり、ブロックの状態は非確定のままになる。この状態では、関連する閉塞や連動の状況の不明な列車については、在線しているものとして動作するので、フェイルセーフの構成となっている。
従来の軌道回路では、列車がその区間に在線しているかどうかだけを検知することができた。これに対してCOMBATでは車上応答器から列車のIDが送信されるので、自動進路制御装置（PRC）のような機能を簡単に実現することができる。また、列車の進行方向も同時に検知が可能である。また、ブロック内で列車が全軸脱線したとしても、閉塞はそのままとなる。
検知器のブロックが従来の軌道回路に相当しているので、基本的に質問器と地上応答器の対は従来の軌道回路境界に設置される。一方、単線区間の上下列車交換駅では、2本の線路をまたいで質問器と地上応答器を設置して上下列車共用にすることもでき、コストダウンを図ることができる。この場合、場内信号機と出発信号機の位置に設置することが考えられている。

### 連動・閉塞機能
COMBATでは連動機能は集中方式を使用する。従来連動装置が行っていた、信号機と分岐器の動作を互いに連動させて安全を保持する機能は、線区全体の運行を管理するセンターに設置された集中連動装置が担う。また、各連動駅には連動駅装置が設置され、集中連動装置との通信を行って、その駅の分岐器や信号機の制御を行う。またその駅に関連する応答器とも接続されている。閉塞に関しても、この集中連動装置が管理している。

## 開発の歴史
COMBATの開発は1998年から始められた。1999年8月からは西日本旅客鉄道（JR西日本）加古川線日岡 - 厄神間でシステムの機能試験が、12月からは北海道旅客鉄道（JR北海道）江差線湯ノ岱 - 江差間でスタフ区間末端での制御機能試験と降雪地での環境試験が行われた。また2001年8月からは由利高原鉄道鳥海山ろく線羽後本荘 - 矢島間で車両基地を含む全線試験を行った。これらの試験結果から、実用化上問題ない機能が確認された。
これらの結果を受けて、COMBATの閉塞方式は軌道回路と異なる列車位置検知装置を使用した自動閉塞式の一部として整理され、2004年8月11日に鉄道に関する技術上の基準を定める省令の解釈基準が改正されてCOMBATに関する記述が追加された。
2004年12月1日に鹿島臨海鉄道大洗鹿島線にCOMBATを導入するプロジェクトがスタートし、システム検討を経て大洗 - 常澄間に施工された。2005年10月12日にテープカットを行ってCOMBATの表示機能が運用開始され、現在は本格導入に向けた検討が実施されている。